# 布里地区图尔南
布里地区图尔南（法語：Tournan-en-Brie，法語發音：[tuʁnɑ̃ ɑ̃ bʁi] ⓘ），或纯音译作图尔南昂布里，是法国法蘭西島大區塞纳-马恩省的一个市镇，属于托尔西区。 

## 地理
布里地区图尔南（48°44'26"N, 2°46'5"E）面积15.47 平方千米，位于法国法蘭西島大區塞纳-马恩省，该省份为法国北部内陆省份，北起瓦兹省，西接埃松省、马恩河谷省、塞纳-圣但尼省和瓦兹河谷省，南至卢瓦雷省，东南接约讷省，东临马恩省和奥布省，东北接埃纳省。
与布里地区图尔南接壤的市镇（或旧市镇、城区）包括：莱沙佩勒波旁、沙特尔、法维耶尔、格雷茨-阿曼维利耶、布里地区讷夫穆捷、布里地区普雷勒。

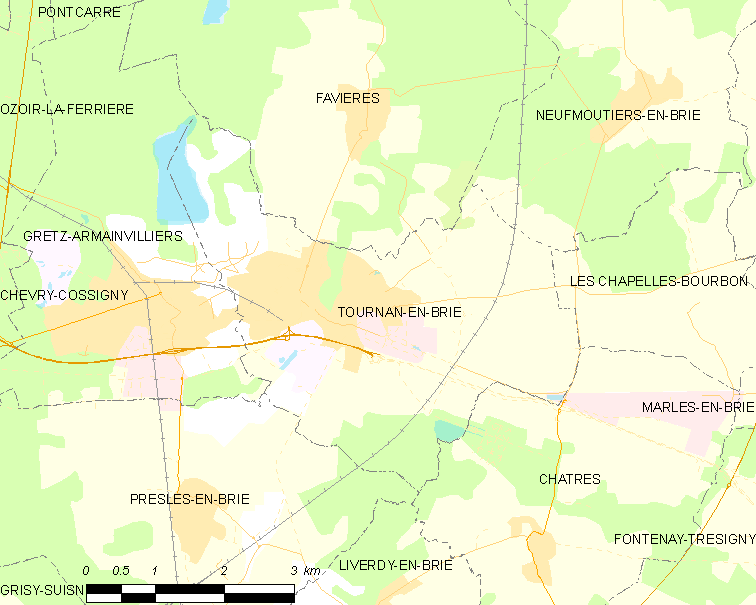
布里地区图尔南的OSM定位图

布里地区图尔南的时区为UTC+01:00、UTC+02:00（夏令时）。

## 行政
布里地区图尔南的邮政编码为77220，INSEE市镇编码为77470。

## 政治
布里地区图尔南所属的省级选区为奥祖瓦尔-拉费里耶尔县。

## 人口

1962-2008年间布里地区图尔南人口变化图示

布里地区图尔南于2022年1月1日时的人口数量为8324人。